# Молома (село)
Молома — село в составе Опаринского района Кировской области. 

## География
Находится на расстоянии примерно 39 километров по прямой на запад-юго-запад от районного центра поселка Опарино.

## История
Известно с 1891 года, когда здесь была уже церковь. В 1926 году было учтено 3 двора и 7 жителей. В селе в годы войны был размещен один из Ленинградских детских домов. В 1955—1956 гг. началось строительство лесохимзавода
(ныне ОАО «Моломский лесохимический завод»). Был расположен колхоз "Красный Октябрь". В 1950 году учтен 1 двор и 4 жителя. В 1989 году был учтен 531 житель. До 2021 года входило в Опаринское городское поселение Опаринского района, ныне непосредственно в составе Опаринского района.

## Население
Постоянное население  составляло 389 человек (русские 86%) в 2002 году, 288 в 2010.